# Ludovico Gazzoli
Ludovico Gazzoli (Terni, 18 de março de 1774 - Roma, 12 de fevereiro de 1858) foi um cardeal italiano.
Ele era sobrinho do Cardeal Luigi Gazzoli.

## Biografia
Depois de frequentar o seminário, estudou na Universidade de Perugia, onde se formou em utroque iure. Ocupou vários cargos em Roma, incluindo o de referendo no Supremo Tribunal da Assinatura Apostólica e depois deixou a capital tornando-se governador de Fabriano em 1802, de Spoleto em 1808 e de Rieti no ano seguinte. Foi então legado apostólico primeiro em Ancona e depois em Urbino.
O Papa Gregório XVI, no consistório de 30 de setembro de 1831, o nomeou cardeal, mantendo em segredo sua nomeação (in pectore), que ele tornou público no consistório de 2 de julho de 1832, e em dezembro do mesmo ano ele designou a diaconia de Sant'Eustachio.
Em 15 de abril de 1833 tornou-se camareiro do Sagrado Colégio, cargo que ocupou até janeiro do ano seguinte.
Em seguida, participou do conclave de 1846 (o único que ocorreu no período de seu cardinalato) que elegeu o Papa Pio IX.
Em 1857 optou pelo diaconato de Santa Maria na Via Lata e em 14 de março do mesmo ano tornou-se cardeal protodiácono, cargo que o acompanhou até sua morte.
Ele morreu em 12 de fevereiro de 1858, aos 85 anos. Seu corpo foi sepultado na basílica de Santa Maria na Via Lata.

## Link externo
- Gazzoli, Ludovico